# Habilitats en forma de T
El concepte de habilitats en forma de T (en anglès T-shaped skills) referit de les persones és una metàfora utilitzada en reclutament de personal per a descriure les capacitats de les persones. La barra vertical en la lletra T representa la profunditat de les habilitats i perícia en un camp particular, mentre que la barra horitzontal és la capacitat de col·laborar a través de disciplines amb experts en altres àrees i per a aplicar coneixement en àrees de perícia diferents al propi.
La referència popular més primerenca és de David Guest en 1991. Tim Brown, CEO de la consultoria de disseny IDEO, va promocionar aquesta aproximació a la valoració del currículum d'una persona com a mètode per a construir equips de treball interdisciplinari per a processos creatius. En la dècada dels 80 "T-shaped man" (referit tant per a homes com per a dones) va estar utilitzat internament per McKinsey & Companyia per a recruiting i socis i assessors en desenvolupament.
El terme T-shaped skills és també comuna en el món de desenvolupament de programari àgil i refereix a la necessitat per a tenir desenvolupadors especialitzats i testers en un equip àgil, p. ex. un scrum equip.
També es coneixen amb els termes de versatilista, especialista-generalista, tècnic artesà, desenvolupador renaixentista o mestre generalista.

## Habilitats de diverses formes
Altres formes també han estat propostes:
- X-shaped per a lideratge
- I-shaped per a profunditat-habilitat individual sense habilitats de comunicació
- Arbre-shaped per a una persona amb profunditat en moltes àrees o branques d'un camp
- Muntanyes múltiples shaped (encunyats per Forrest Z. Shooster) Per a @individual amb profunditat en overlapping diversos camps més que una profunditat superficial en molts o una profunditat singular en un camp qui especialitzen en el overlap entre aquells camps

Γ- Y Μ-shaped @individual (gamma i mu, respectivament) ha estat descrit per Brittany Fiore en el seu treball etnogràfic de comunitats de cerca de ciència de dades per a indicar persones amb forces #de suport en computacionalment- i programari-camps intensius.
De forma similar, les habilitats en forma de π (per la lletra grega pi) es refereixen a "una àmplia mestria d'habilitats de gestió general sobre un nombre reduït de pics de profund coneixement funcional o expertesa específica".